# Sarcophilus
Genre
Sarcophilus est un genre de marsupiaux qui regroupe des espèces dont seul le diable de Tasmanie existe encore.

## Liste desespèces
- Sarcophilus harrisii (Boitard, 1841) – le diable de Tasmanie
- † Sarcophilus laniarius (Owen, 1838)
- † Sarcophilus moornaensis (Crabb,1982)

Les deux dernières espèces sont considérées comme éteintes depuis le Pléistocène et ne sont connues que par des fossiles. Pendant longtemps Sarcophilus harrisii et Sarcophilus laniarius ont été considérées comme une seule espèce.